# تيوريما إغريغيوم

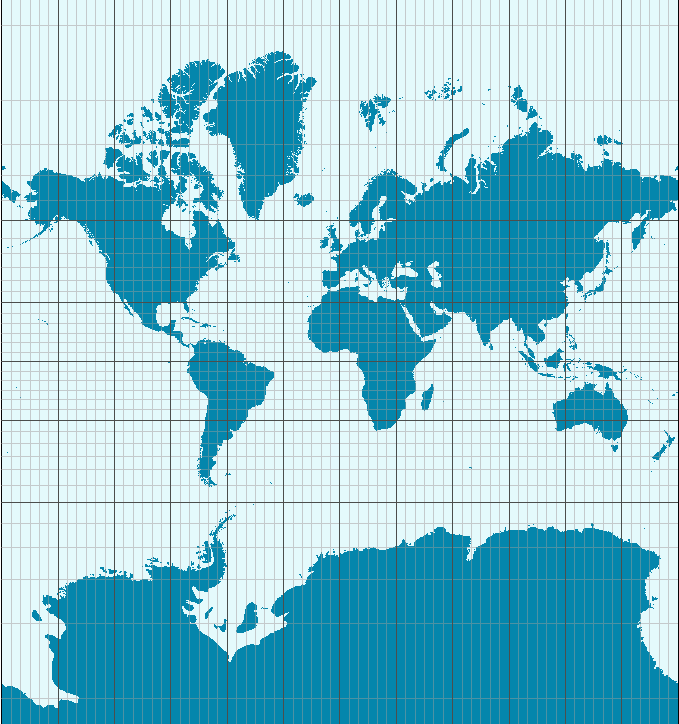
خريطة بأسلوب ميركاتور: من نتائج مبرهنة إغريغوم أنه لا يمكن رسم الكرة الأرضية على خريطة مسطحة بدون تشويه. فخريطة ميركاتور تحافظ على الزوايا إلا أنها تشوه المساحات

تيوريما إغريغيوم (بالإنجليزية: Theorema Egregium)‏ هي نتيجة أساسية في الهندسة التفاضلية تتعلق بانحناءات الأسطح. برهنها العالم الرياضي كارل فريدرش غاوس واسمها باللاتينية يعنى «المبرهنة الباهرة».

## الشرح المبسط
بشكل مبسط، النظرية تقول أنه يمكن تحديد الانحناءات الغاوسية لسطح أملس بشكل كامل بقياس الزوايا والمسافات عل السطح نفسه بدون الحاجة لتحليل وضعية السطح في الفضاء ألإقليدي الثلاثي الأبعاد المحيط به. لذلك، فإن السطح الغاوسي هو جوهري (بالإنجليزية: intrinsic)‏ وغير متغير (بالإنجليزية: invariant)‏ أي أنه لا يتغير بإخضاعه لأي عمليات تحويل.
وعرض غاوس لنظريته بالشكل التالي (ترجمة حرفية من اللاتينية):
«... وبالتالي، فان الصيغة المثبتة في المقالة السابقة، تؤدي إلى» النظرية«الباهرة. أن تطور سطح ملتوي على أي سطح أخر، فإن قياس الانحناءات لكل نقطة يبقى دون أي تغيير.»
واعتبر النظرية «باهرة» على أساس أن تعريف أنحناء غاوس يعتمد على مكان وضعية السطح في الفضاء. وكان مفاجأة له أن النتيجة النهائية لا تعتمد على محيطه.

## الشرح الرياضي
في مفردات الرياضيات الحديثة، تعرف النظرية كالأتي:
إن انحناءات غاوس لأي سطح هي غير متغيرة بالنسبة لوضعها الأيزومتري.

## التطبيقات الأساسية

رسوم متحركة تظهر تحويل سطح حلزوني إلى سليسلي

- بحسب نظرية غاوس، فإن أي شكل كروي ذات نصف قطر بطول R لها انحناء غاوس بقيمة R−2. أما انحناء غاوس أي مسطح مستوي فهي صفر.
- وكلازمة لتيوريما إغريغوم، لا يمكن ثني أي ورقة بأي طريقة لجعلها كروية بدون تجعيدها. وبالعكس، لا يمكن بسط أي شكل كروي بدون تشويه المسافات عليه. وباللغة الرياضية، فان الكرة والمسطح هما لا أيزومتريين. وهذه حقيقة مهمة لعلم الخرائط إذ تبرهن أنه من المستحيل رسم خريطة تمثل حقيقة أبعاد المسافات وحتى ولو لجزء من سطح الأرض.
- أن السطح الحلزوني (بالإنجليزية: helicoid)‏ والسطح السلسلي (بالإنجليزية: catenoid)‏ هما سطحين شكلهما مختلفين عن بعضهما. ألا أنه من الممكن ثنيهما على بعضهما بشكل مستمر لأنهما ايزومتريين لموضعهما. وهذه نتيجة من نتائج المبرهنة والتي تحدد أن انحناء غاوس على نقطتين من هذين السطحين هي نفسهما.[بحاجة لمصدر]